# Guerre de Toggenburg
Pour les articles homonymes, voir Toggenburg.
Guerre de Toggenburg
La guerre de Toggenburg, également connue sous le nom de seconde guerre de Villmergen ou guerre civile suisse de 1712, fut une guerre civile suisse dans ce qui était alors la Confédération des XIII cantons, du 12 avril au 11 août 1712. Les « cantons intérieurs » catholiques et l'abbaye impériale de Saint-Gall, confrontaient les cantons protestants de Berne et de Zurich ainsi que les sujets abbatiaux du Toggenburg. Le conflit était à la fois une guerre religieuse, une guerre pour l'hégémonie au sein de la Confédération et un soulèvement de la population. La guerre s'est terminée par une victoire protestante et a renversé l'équilibre du pouvoir politique au sein de la Confédération.

## Contexte
La guerre a été provoquée par un conflit entre le prince-abbé de Saint-Gall, Leodegar Bürgisser, et ses sujets protestants dans le comté de Toggenburg, qui appartenait à l'abbaye impériale de Saint-Gall depuis 1460, mais était simultanément lié aux cantons de Glaris et de Schwytz par le Landrecht depuis 1436.

## Cours de la guerre
Les cinq cantons ont négocié le 3 juin et le 18 juillet 1712 Zürich, Bern, Lucerne et Uri ont signé un traité à Aarau. Ils ont décidé que les cinq cantons perdraient leur participation sur le comté de Baden et une partie du Freie Ämter.
La deuxième phase, la plus sanglante de la guerre, a été déclenchée par les cantons de Schwyz, Zug et Unterwald, qui, après avoir été influencé par le nonce du pape, avait rejeté le traité d’Aarau.

## Paix d'Aarau
La paix d'Aarau est signée le 11 août 1712 et est suivie du traité de Baden en 1718.